# باتريك بليسون
باتريك بليسون (بالفرنسية: Patrick Plisson)‏ مواليد 10 مايو 1952 في أورليان، هو متسابق دراجات نارية فرنسي. نافس في سباقات بطولة العالم لفئة 125 سي سي ولفئة 50 سي سي. بدأ المنافسة في بطولة الجائزة الكبرى سنة 1976. أفضل موسم له كان موسم سنة 1978 عندما جاء في المركز الثالث في بطولة العالم لفئة 50 سي سي.